# KN Большой Медведицы
KN Большой Медведицы (лат. KN Ursae Majoris) — одиночная переменная звезда в созвездии Большой Медведицы на расстоянии приблизительно 796 световых лет (около 244 парсеков) от Солнца. Видимая звёздная величина звезды — от +12,12m до +11,77m.

## Характеристики
KN Большой Медведицы — вращающаяся переменная звезда типа BY Дракона (BY:).